# Altered Beast (2005)
Jūōki: Project Altered Beast (獣王記, Project Altered Beast), conocido simplemente como Altered Beast en Europa, es un videojuego de acción y aventuras programado por WOW Entertainment y Sega para la consola PlayStation 2. Fue lanzado en Japón el 27 de enero de 2005 y en Europa el 25 de febrero del mismo año. No fue distribuido en los Estados Unidos.
El videojuego está inspirado en el Altered Beast de 1988, el clásico arcade de 1988, pero no tienen nada que ver. Ni sus personajes ni su argumento están conectados, ya que el arcade original estaba ambientado en la mitología griega y la versión de 2005 en la época moderna.

## Argumento
El protagonista del juego es Luke Custer, un Genoma Cyborg, un humano con los ADN de animales modificados en los cuales Luke se puede transformar. La bestias en las que se puede transformar son un Hombre lobo, un Tritón, una Garudá, Un Yeti, un Minotauro incendiado y un Dragón de truenos.
Es abandonado en una isla perdida en medio de la nada para resolver una situación de crisis. La población de la isla ha desaparecido y su misión es descubrir la causa. Sin embargo, nada más llegar a la isla, Luke se da cuenta de que padece amnesia y no recuerda nada de su pasado. A medida que el juego avanza, varios retazos perdidos de su memoria se van juntando hasta descubrir que fue utilizado en horribles experimentos genéticos. De este modo, Luke deberá sobrevivir para descubrir la verdad sobre él y averiguar que está sucediendo en la isla.

## Sistema de juego
El desarrollo de la aventura recuerda al de juegos como Castlevania: Curse of Darkness, pero con menos recorridos laberínticos. A medida que el jugador avanza con Luke, el mapa se va dibujando en el menú para ir consultando el avance. De este modo, se pueden descubrir zonas o pasadizos ocultos, algunos de ellos accesibles de forma exclusiva con la transformación correspondiente y la habilidad adecuada. Por este motivo, las zonas del juego deben explorarse varias veces, ya que al principio del juego, Luke solo puede transformarse en hombre lobo. El resto de transformaciones se irán aprendiendo progresivamente.
Luke puede batirse con enemigos al estilo de los viejos arcades de lucha. Puede pelear en su forma humana, pero no es lo suficientemente fuerte para tumbar rápidamente a los enemigos. Sin embargo, en forma humana puede absorber la energía vital de los enemigos para curarse y recargar el indicador de espíritu, que es la clave para transformarse en bestia. Si no se dispone de espíritu, Luke comenzará a perder vida.
La transformación: "Hombre Lobo", es rápido, ágil y con una gran fuerza física. A medida que progrese la aventura, Luke podrá transformarse en "Tritón" para bucear y atacar enemigos bajo el agua, luego en un enorme "Wendigo" de gran tamaño y fuerza pero de escasa agilidad, en "Garudá" para alcanzar objetivos aéreos, en un fuerte "Minotauro" que puede embestir a sus enemigos también puede lanzar llamas de su interior, y la transformación más poderosa "Dragón", él puede generar esferas eléctricas que usa para lanzárselas a sus enemigos y también puede lanzar rayos contra ellos.

## Las bestias
Luke puede transformarse en seis bestias diferentes, las cuales se detallan a continuación:
- Hombre lobo: Ideal para combates cuerpo a cuerpo. Posee unas grandes garras que despedazan fácilmente a los enemigos. Sus piernas le permiten correr muy rápido y dar saltos de más de ocho metros de alto.
- Tritón: Una bestia de tipo acuático, la única transformación que permite a Luke bucear en el agua. Puede disparar burbujas de aire comprimido a los enemigos bajo el agua.
- Yeti: Una especie de gorila gigante de las nieves. Su aliento de hielo puede congelar a los enemigos casi instantáneamente. Es extremadamente lento, pero puede levantar objetos enormes de más de cinco toneladas.
- Garudá: Una bestia de aire capaz de lanzar plumas afiladas contra sus enemigos, así como crear un pequeño tornado. Es ideal para combates aéreos, aunque también en el combate tierra-aire.
- Minotauro: Grande y poderoso, tiene la piel dura como el acero. Puede lanzar bolas de fuego y embestir contra grupos de enemigos.
- Dragón: Una bestia alada, extremadamente poderosa, puede generar esferas eléctricas devastadoras, y generar un destello eléctrico.

Si el jugador cumple ciertas condiciones, puede conseguir tres transformaciones más para Luke, que son:
- Oso pardo: Posee poderes de petrificación, y puede adoptar la forma de una pelota. Se desbloquea al completar el modo "Ascensor maldito".
- Tigre blanco: Tiene grandes garras muy poderosas (Este en un Jefe Final). El requisito para obtener esta transformación es recopilar todos los datos de los enemigos, incluidos los enemigos únicos.
- U.W.H.: Sigla de Unidentified Weightless Human que significa Humano Ingrávido No Identificado, tiene poderes gravitacionales y se puede mover a gran velocidad. Esta transformación es la recompensa por completar el modo "Boss Time Attack" dentro el tiempo límite.

## Modos de juego
- Historia: El modo de juego principal, en el que el jugador controla a Luke en su aventura por descubrir el misterio, investigando y luchando transformándose en diferentes bestias.
- Datos de la bestia: En este modo se puede ver información detallada y movimientos de las bestias que el jugador haya desbloqueado en el modo "Historia".
- Datos del enemigo: Aquí se pueden ver fichas detalladas sobre los enemigos que el jugador se vaya encontrando en el modo "Historia". Para desbloquear una ficha nueva, el jugador tiene que conseguirla derrotando al monstruo en cuestión.
- Boss Time Attack: En este modo de juego, el jugador puede volver a pelear contra los jefes del juego que ya haya derrotado en el modo "Historia", con la diferencia de que aquí hay un límite de tiempo para hacerlo.
- Galería: Permite al jugador ver todos los vídeos que hayan aparecido en el modo "Historia" para reproducirlos y verlos tantas veces como quiera.
- Ascensor maldito: Ese modo de juego está bloqueado al principio. En este modo, el jugador controla a Luke en un ascensor, el cual va subiendo pisos y disputando combates a modo de survival. Se pueden seleccionar las trasnformaciones a voluntad, pero solo aquellas que el piso permita. En el piso más alto se encuentra un jefe final exclusivo con cinco transformaciones. No es muy poderoso, pero cada una requiere una estrategia concreta.

## Recepción y crítica
Las ventas del juego fueron aceptables en Japón, pero en Europa no tuvo mucho éxito ni de crítica ni en ventas. En el portal Metacritic posee una puntuación media de 53/100. 

## Datos de interés
- Este videojuego solamente fue lanzado en Japón y en Europa. Jamás se lanzó en Estados Unidos por decisión de Sega América.
- Aunque en Europa el juego pasó bastante desapercibido, en su país natal (Japón) el juego obtuvo unas buenas ventas.
- En Japón este videojuego obtuvo una calificación de edad +18 (solo para adultos, clasificación ZERO según la normativa japonesa). Pero en Europa el juego recibió una calificación PEGI de +12 (para mayores de 12 años). Sin embargo, el nivel de gore y de violencia extrema son bastante elevados como para llevar esa calificación. Cada transformación de Luke va predicho con un vídeo en el que se muestra de forma muy explícita como se va reventando la carne, la mandíbula y los ojos, mientras la sangre sale a borbotones. Del mismo modo, en las peleas del juego se puede ver como los enemigos sangran en abundancia y se producen muertes por amputaciones de diversa índole, exactamente igual que en la versión japonesa original. No se aplicó censura de ningún tipo.